# Maria Palmira Tito de Morais
Maria Palmira de Macedo Tito de Morais (Lisboa, 24 de febrero de 1912 –10 de marzo de 2003) fue una profesora de enfermería portuguesa, empleada de la Organización Mundial de la Salud, feminista, activista pacifista y opositora a la dictadura del Estado Nuevo en Portugal.

## Trayectoria
Nacida en Lisboa el 24 de febrero de 1912, Maria Palmira de Macedo Tito de Morais era hija de Carolina de Antas de Loureiro de Macedo y de Tito Augusto de Morais. Su padre era oficial de marina y miembro activo del Partido Republicano Portugués, que desempeñó un papel destacado en la revolución del 5 de octubre de 1910 que derrocó a la monarquía en Portugal, tomando el mando del buque de guerra São Rafael, que bombardeó el Palacio de las Necesidades, residencia del rey. Con el tiempo llegaría a almirante y también fue gobernador de la India portuguesa. Su hermano mayor era el dirigente socialista Manuel Tito de Morais, uno de los fundadores del Partido Socialista de Portugal y su Secretario General entre 1986 y 1988.
Tito de Morais no fue a la escuela más allá del nivel elemental, siendo escolarizada en casa. En 1935, a los 23 años, terminó un curso de canto en el Conservatorio Nacional de Lisboa. Decidida a proseguir sus estudios, optó por la enfermería. Sin embargo, la tradición masculina de la enfermería y el bajo nivel de educación femenina en Portugal, en general, impedían el acceso de las mujeres a la profesión de enfermería en aquella época y prácticamente no existían centros de formación de enfermeras en Portugal. Aprovechó una beca de la Fundación Rockefeller para estudiar en Estados Unidos. Al mismo tiempo, otras dos fueron seleccionadas para estudiar medicina: Jaime Pereira, para ingeniería sanitaria, y Maria Angélica Lima Basto, para enfermería. Su hermano menor, Augusto, también fue beneficiario de la beca Rockefeller, estudiando en la Universidad de Harvard.
Su beca fue aprobada por un período de un año, a partir del 1 de septiembre de 1936, y posteriormente prorrogada hasta 1939. En el verano de 1936, pasó un tiempo en las salas y quirófanos de un hospital de Lisboa, visitó el Ministerio de Sanidad para estudiar su organización y se desplazó a varios lugares para estudiar el manejo de las epidemias, la tuberculosis y el bienestar infantil, con la intención de poder juzgar las diferencias entre lo que veía en Portugal y lo que vería en Estados Unidos. Al principio estudió en la Universidad Case de la Reserva Occidental de Cleveland (Ohio), pero ésta no le proporcionó la titulación que sería aceptada en Portugal, por lo que en 1938 se trasladó a la Universidad de Toronto (Canadá), donde obtuvo el título de enfermera de salud pública.
A su regreso a Portugal en septiembre de 1939, sus cualificaciones la distinguieron en un país donde pocas mujeres tenían acceso a una educación similar. Fue nombrada por la Dirección General de Salud para formar parte del equipo fundador del Centro de Salud de Lisboa, una organización basada en ideas desarrolladas en Estados Unidos y apoyada por la Fundación Rockefeller, cuyo principal objetivo era revolucionar la asistencia sanitaria en las zonas más pobres de la capital. Un año más tarde, fue nombrada profesora de enfermería de salud pública en la recién creada Escuela Técnica de Enfermería. Allí colaboró en varias publicaciones periódicas, escribiendo artículos sobre educación sanitaria para periódicos y revistas como Seara Nova, Gazeta Médica Portuguesa y Os Nosso Filhos.
De ideas feministas, pacifistas y contrarias a la dictadura, Tito de Morais se unió a la Associação Feminina Portuguesa para a Paz (Asociación Femenina Portuguesa para la Paz - AFPP) y al Movimento de Unidade Democrática (Movimiento de Unidad Democrática - MUD), siendo invitada a formar parte del Comité de Mujeres del MUD. En los años siguientes convivió y trabajó con otras activistas como Maria Isabel Aboim Inglez, Maria Lamas, Elina Guimarães, Maria da Graça Amado da Cunha, Maria Keil, Cesina Bermudes, Clementina Carneiro de Moura, Manuela Porto, Francine Benoît, Ilse Losa, Maria Barroso, Virgínia Moura y Stella Piteira Santos. Participó en la campaña a la presidencia de José Norton de Matos, de la que se retiró tras quedar claro que los resultados serían amañados por el Estado Nuevo. También participó en protestas contra las prisiones políticas del Estado.
Debido a su conocida militancia, en febrero de 1949 fue despedida del Centro de Salud de Lisboa, donde había sido responsable de la administración de los servicios de enfermería y de la formación de estudiantes de enfermería. Un año más tarde, Fernando de Andrade Pires de Lima, entonces Ministro de Educación Nacional, anunció que se le impedía ejercer cualquier función en cualquier otro organismo estatal, incluido el Instituto Portugués de Oncología. A pesar de la persecución, pudo licenciarse en Ciencias Históricas y Filosóficas por la Universidad de Lisboa.
Durante la década de 1950, Tito de Morais fue invitada a trabajar para la Organización Mundial de la Salud (OMS), realizando, hasta 1972, varias misiones en distintos países. A mediados de la década de 1950, la Fundación Rockefeller le ofreció una segunda beca. Por aquel entonces trabajaba en Río de Janeiro en la Oficina Sanitaria Panamericana de la OMS y estaba concluyendo un estudio sobre los recursos y las necesidades de enfermería en Brasil. Mientras estudiaba recibía una asignación mensual de 250 dólares y una pensión para su familia, que dependía de ella, probablemente porque la oposición de su padre al Estado Novo había provocado la retirada de su pensión. En 1959 obtuvo un máster en pedagogía social por la Universidad de Columbia, en Nueva York. Siguió trabajando para la OMS y se jubiló a los 60 años. Posteriormente, realizó trabajos de consultoría para el Consejo Internacional de Enfermeras y otros organismos. También publicó numerosos artículos en revistas científicas.
Tito de Morais no regresó definitivamente a Portugal hasta 1977, tras la Revolución de los Claveles del 25 de abril de 1974. Se reincorporó a su antiguo puesto de profesora en la Escuela Técnica de Enfermería, cargo que ocupó hasta 1982, año en que se jubiló oficialmente del gobierno portugués, aunque continuó realizando trabajos de consultoría.
Tito de Morais murió el 10 de marzo de 2003, a la edad de 91 años.

## Reconocimientos
En 1980 fue nombrada Gran Oficial de la Orden del Infante Don Enrique y en 1987 recibió el grado de Comendadora de la Orden de la Libertad. En 1991, recibió el Premio de la Asociación de Antiguos Alumnos de la Facultad de Magisterio de la Universidad de Columbia por su labor en la enseñanza de la enfermería a escala internacional.